# 卡瓦伊翁韦罗内塞
卡瓦伊翁韦罗内塞（義大利語：Cavaion Veronese），是意大利威尼托大区维罗纳省的一个市镇。总面积12.85平方公里，人口5338人，人口密度415.4人/平方公里（2009年）。国家统计（ISTAT）代码为023023。

## 友好城市
- 德国巴特艾布灵 2006年